# Linia kolejowa Wilno – Kiena
Linia kolejowa Wilno – Kiena – linia kolejowa na Litwie łącząca stację Wilno ze stacją Kiena i z przejściem granicznym z Białorusią. Część linii Mińsk - Wilno.
Odcinek Wilno - Nowa Wilejka powstał jako część Kolei Warszawsko-Petersburskiej, a odcinek Nowa Wilejka - Kiena jako część Kolei Libawsko-Romieńskiej. W dwudziestoleciu międzywojennym linia położona była w Polsce.
Na całej długości linia jest dwutorowa i zelektryfikowana.